# ربکا تگ
ربکا تگ (انگلیسی: Rebecca Tegg؛ زادهٔ ۱۸ دسامبر ۱۹۸۵) بازیکن فوتبال اهل نیوزیلند است.
از باشگاه‌هایی که در آن بازی کرده‌است می‌توان به باشگاه فوتبال ملبورن ویکتوری اشاره کرد.
وی همچنین در تیم ملی فوتبال زنان نیوزیلند بازی کرده‌است.
تگ دارای مدرک کارشناسی ارشد از دانشگاه فناوری اوکلند، با پایان نامه ای است که به بررسی یک مداخله فوتبال برای کودکان می پردازد.